# Sebastià Sibiuda
Sebastià Sibiuda (Catalunya del Nord segle xviii) va ser un frare caputxí que el 1770 va fer la primera traducció catalana de la Zaïra de Voltaire.

## Biografia
El 1770 traduí l'obra de teatre Tragèdia de Zaÿre, en cinc actes i en alexandrins apariats, que es conserva en un manuscrit que havia pertangut a Guillem Agel. Es tractaria de la primera traducció teatral feta en vinculació al "Grup de Tuïr", un conjunt d'intel·lectuals que hi representaren a la dècada del 1780 diverses obres de teatre (com la Tragedia rossellonesa dels màrtyrs sants Cosma y Damià de Josep Jaume, estrenada el 1785 segons Bonafont Les Goigs... (1907), i la Tragèdia dels sants Sixto, Llorenç, Hipòlit y Romà de Balanda i Sicart, exhibida el 1787, segons Miralles, 2008). Posteriorment, Antoni Banyuls i de Forcada tornaria a traduir la Zaïre (1780).
D'aquesta traducció se n'ha dit: "La traducció del P. Sibiuda és literàriament molt digna. Sense separar-se de l'original d'una manera gaire marcada, té en canvi un alè personal i un sentit d'independència que posen el frare caputxí al costat dels millors escriptors rossellonesos contemporanis quant al domini de la llengua i a la força d'expressió (...) per posar-lo al costat del P. Miquel Ribes, de Mn. B[onaventura] Quès, de Mn. Antoni Molas o de l'anònim autor o autors de Lo coronament de David i de Pastoril de la Nativitat de Jesucrist" (Carbonell (1967), p. 5-6), i hom l'ha considerada també la primera manifestació d'una escola de teatre neoclàssica a la Catalunya del Nord (GEC)
A la Biblioteca de Catalunya es conserva un volum manuscrit (Ms. 1162/2 Arxivat 2015-01-21 a Wayback Machine.) que conté un fragment de la Zaïre en l'original llatí, i el mateix fragment en les traduccions catalanes de Sibiuda i de l'"abbé de Montferrer" (Antoni Banyuls).